# هاگوارتز اکسپرس
هاگوارتز اکسپرس (به انگلیسی: Hogwarts Express)، یک راه‌آهن کابلی با عرض ریل ۱۸۰۰ میلی‌متر (۵ فوت و ۱۰ و ۷/۸ اینچ)، وسیله حمل‌ونقل عمومی و جاذبه‌ای تفریحی در مجموعه یونیورسال اورلاندو در شهر اورلاندو ایالت فلوریدای آمریکا است. این مسیر به طول ۶۷۶ متر (۲۲۱۸ فوت) بین ایستگاه هاگزمیید در پارک ماجراجویی جزایر و ایستگاه کینگز کراس در منطقه لندنِ پارک موضوعی یونیورسال استودیوز فلوریدا قرار دارد. این قطار ارتباط بین مناطق کوچه دیاگون و هاگزمیید، که مجموعاً دنیای جادویی هری پاتر بر اساس مجموعه فیلم‌های هری پاتر را تشکیل می‌دهند، فراهم می‌کند.